# Våmsjön, Uppland
Våmsjön är en våtmark, tidigare sjö i Vallentuna kommun i Uppland och ingår i Åkerströms huvudavrinningsområde.